# Martifer
Martifer este un grup de companii din Portugalia, înființat în anul 1990.
Grupul are o cifră de afaceri  de peste 125 milioane euro și 950 de angajați în toată Europa.
Activitatea sa se desfășoară în Portugalia, Spania, Germania, Cehia, Polonia, Slovacia și România, acoperind o varietate de domenii, printre care construcții metalice, producerea de energie și servicii imobiliare.
Martifer este ramura pentru industrie și energie a grupului Mota Engil SGPS și are în portofoliu aproximativ 40 de companii din sectoare precum construcțiile, producția de echipamente energetice, generarea de electricitate sau producția de combustibili avansați.

## Martifer în România
Grupul Martifer este prezent în România prin patru companii, trei dintre ele începându-și activitatea în 2005: Biomart, Agromart și Martifer Energy.
În anul 2006, Martifer, în consorțiu cu alte două firme portugheze, a achiziționat mai multe microhidrocentrale de la producătorul de energie Hidroelectrica.
Martifer este prezent și pe piața de biocombustibili cu o fabrică de carburant biodiesel la Lehliu, precum și în construcții, investiții imobiliare și producerea de energie din surse regenerabile.
Grupul intenționează să dețină în România, până în 2012, ferme eoliene cu o capacitate totală instalată de 400 MW, investiție care s-ar putea ridica la 600 de milioane de euro.
În anul 2008, grupul a produs 86.300 de tone de biodiesel în România.
În mai 2011, compania Prio Foods, parte a grupului Martifer, a inaugurat o unitate de extracție de uleiuri vegetale în localitatea Lehliu-Gară, județul Călărași, în urma unei investiții cifrate la 93 milioane de euro.
Fabrica are o capacitate de producție de 316.000 de tone de ulei și 340.000 tone de șrot. La 18 iulie 2012, Hirschfeld a anunțat că a achiziționat de la Martifer restul de 50 % din societatea mixtă pentru o mică plată în numerar și, începând cu 2014, a transformat fabrica pentru a construi structuri de poduri din oțel. Ultimul turn eolian a fost produs acolo în 2012.